# Исполняющий обязанности премьер-министра Израиля
Исполняющий обязанности премьер-министра Израиля (ивр. ממלא מקום ראש הממשלה‎) —  государственная должность в правительстве Израиля. В Израиле должность исполняющего обязанности премьер-министра, в отличие от должностей «заместителя премьер-министра» и «вице-премьер-министра», является единственной, имеющей не только символическое, но и уставное значение, и уступает только премьер-министру по значимости на государственных должностях.

## Положение в законе
Положение «исполняющего обязанности премьер-министра» определяется в соответствии с Основным законом: Правительство (1968, 1992 и 2001) следующим образом:
- «Исполняющим обязанности премьер-министра» может быть один из министров, являющийся депутатом Кнессета .
- Если премьер-министр отсутствует в стране, «исполняющий обязанности премьер-министра» созывает заседания правительства и председательствует на них.
- Если премьер-министр временно лишен возможности выполнять свои обязанности, его место занимает «исполняющий обязанности премьер-министра»; По прошествии 100 дней подряд, в течение которых «исполняющий обязанности премьер-министра» работал вместо премьер-министра и не вернулся для выполнения своей должности, премьер-министра будут рассматривать как человека, которому постоянно мешали выполнять свою роль.
- Если премьер-министру постоянно мешают выполнять свои обязанности, считается, что правительство ушло в отставку на 101-й день (в полночь 100-го дня[4]), когда «исполняющий обязанности премьер-министра» вступает в должность вместо него.

Кроме того, закон о правительстве предусматривает, что «исполняющий обязанности премьер-министра», если он будет назначен, будет членом Военно-политического кабинета в силу занимаемой должности.
В состав правительства не обязательно должен входить «исполняющий обязанности премьер-министра», если премьер-министр может выполнять свою роль. В случае, если Премьер-министр временно не может исполнять свои обязанности и ни один из министров не имеет должности «исполняющего обязанности премьер-министра», Правительство избирает «исполняющего обязанности премьер-министра».
С 1984 года пост «исполняющего обязанности премьер-министра» обычно отдается одному из министров при формировании нового правительства. Если премьер-министр желает передать должность «исполняющего обязанности премьер-министра» от одного министра другому, ему необходимо одобрение правительства и Кнессета. Однако премьер-министр может по своему усмотрению уволить действующего «исполняющего обязанности премьер-министра» с должности министра, и тогда он также перестанет исполнять обязанности «исполняющего обязанности премьер-министра».
В Ротационном правительстве альтернативный премьер-министр является также и «исполняющим обязанности премьер-министра».
Должность «исполняющего обязанности премьер-министра» применяется до тех пор, пока правительство находится у власти, и поэтому «исполняющий обязанности премьер-министра» заменяет премьер-министра только во время его временного отсутствия. Как только отсутствие премьер-министра становится постоянным, правительство уходит в отставку и становится переходным правительством, а должность действующего «исполняющего обязанности премьер-министра» прекращается. Переходное правительство выбирает нового человека на должность «исполняющего обязанности премьер-министра», и лицо, которое было «исполняющим обязанности премьер-министра» в прошлом правительстве, не имеет приоритета при получении этой должности. Любой министр переходного правительства, являющийся депутатом Кнессета, может быть избран на должность «исполняющего обязанности премьер-министра», а с 2001 года он также должен быть членом фракции бывшего премьер-министра.

## История
На заре существования государства «исполняющий обязанности премьер-министра» определялся временно, перед любым отсутствием премьер-министра и только на время его отсутствия. В 1950 году эту должность занимал Элиэзер Каплан, а в 1951–1953 годах Моше Шарет. Леви Эшколь , который продолжал замещать Бен-Гуриона во время его каникул и в последующие годы, в том числе в периоды, когда напряжение между Эшколем и Бен-Гурионом было высоким, служил исполняющим обязанности и в отсутствие Шарета. Абба Эвен заменял Леви Эшколя в его отсутствие в 1964-1965 годах  и Пинхаса Сапира в 1966-1968 годах . Игаль Алон заменял Голду Меир в ее отсутствие.
Впервые «исполняющий обязанности премьер-министра» был назначен на постоянной основе, независимо от отсутствия премьер-министра, в 1984 году, когда Шимон Перес назначил Ицхака Шамира своим «исполняющим обязанности» в рамках соглашения о «ротации» правительства национального единства от 13 сентября 1984 года, в котором они заменили среди них Переса и Шамира, сохранивших эти должности через два года. После этого эта должность снова возникла только в 2003 году, когда Ариэль Шарон назначил Эхуда Ольмерта своим «исполняющим обязанности», что в конечном итоге привело к тому, что Ольмерт фактически принял на себя полномочия премьер-министра. В 2006 году Ципи Ливни была назначена «исполняющим обязанности» премьер-министра Эхуда Ольмерта . В 32-м, 33 -м и 34 -м правительствах «исполняющий обязанности премьер-министра» на постоянной основе Биньямином Нетаньяху не назначался, и в его отсутствие ету должность временно занимали различные министры  .
В качестве исполняющего обязанности премьер-министра Ариэля Шарона Эхуд Ольмерт автоматически принял на себя полномочия Шарона в силу закона 4 января 2006 года, после того как последний был объявлен «временно недееспособным», но он возглавил правительство, которое в любом случае было переходным правительством и 83 дня до выборов в Кнессет семнадцатого созыва, которые состоялись 28 марта 2006 года. После 100 дней подряд временной недееспособности премьер-министра Шарона, через несколько дней после проведения выборов, Ольмерт не стал автоматически де-факто премьер-министром в силу закона, но правительство проголосовало за его назначение на эту должность. Кроме того, он также был членом фракции Шарона, что позволило правительству назначить его на эту должность 14 апреля 2006 года , всего за несколько дней до того, как 4 мая 2006 года он сформировал собственное правительство и стал избранным премьер-министром Израиля.
В 2020 году была принята обширная поправка к Основному закону о правительстве, в которой была установлена ротационная модель правительства и в которой было определено, что  альтернативный премьер-министр Израиля является автоматически также и «исполняющим обязанности премьер-министра». Эта поправка сформировала конституционную инфраструктуру, которая позволила сформировать тридцать пятое израильское правительство, в котором Бенни Ганц был назначен «исполняющим обязанности премьер-министра».
В тридцать шестом правительстве Израиля «исполняющим обязанности премьер-министра» был альтернативный премьер-министр Израиля Нафтали Беннет, и когда премьер-министр уезжал за границу, он замещал его на время отсутствия.

## Список
| # | Изображение                   | Имя (годы жизни)        | Фракция      | Фракция                           | Должность                                | Премьер-министр    | Начало срока                  | конец срока          | Правительство                 |
| - | ----------------------------- | ----------------------- | ------------ | --------------------------------- | ---------------------------------------- | ------------------ | ----------------------------- | -------------------- | ----------------------------- |
| 1 |                               | Ицхак Шамир (1915-2012) |              | Ликуд (Херут)                     | Исполняющий обязанности премьер-министра | Шимон Перес        | 13 сентября 1984 года         | 20 октября 1986 года | Двадцать первое правительство |
| 2 |                               | Шимон Перес (1923-2016) |              | Маарах Авода                      | Исполняющий обязанности премьер-министра | Ицхак Шамир        | 20 октября 1986 года          | 15 марта 1990 года   | Двадцать второе правительство |
| 2 | Двадцать третье правительство | Шимон Перес (1923-2016) |              | Маарах Авода                      | Исполняющий обязанности премьер-министра | Ицхак Шамир        | 20 октября 1986 года          | 15 марта 1990 года   |                               |
| 2 | Авода                         | Шимон Перес (1923-2016) | Ицхак Рабин  | 13 июля 1992 года                 | Исполняющий обязанности премьер-министра | 5 ноября 1995 года | Двадцать пятое правительство  |                      |                               |
| 3 |                               | Эхуд Ольмерт (1945-)    |              | Ликуд                             | Исполняющий обязанности премьер-министра | Ариэль Шарон       | 28 февраля 2003 года          | 14 апреля 2006 года  | Тридцатое правительство       |
| 3 | Кадима                        | Эхуд Ольмерт (1945-)    |              |                                   | Исполняющий обязанности премьер-министра | Ариэль Шарон       | 28 февраля 2003 года          | 14 апреля 2006 года  | Тридцатое правительство       |
| 4 |                               | Ципи Ливни (1958-)      | Эхуд Ольмерт | 4 мая 2006 года.                  | Исполняющий обязанности премьер-министра | 31 марта 2009 года | тридцать первое правительство |                      |                               |
| 5 |                               | Бенни Ганц (1959-)      |              | Кахоль-Лаван ( Хосен ле-Исраэль ) | Альтернативный премьер-министр Израиля   | Биньямин Нетаньяху | 17 мая 2020 года              | 13 июня 2021 года    | Тридцать пятое правительство  |
| 6 |                               | Яир Лапид (1963-)       |              | Еш Атид                           | Альтернативный премьер-министр Израиля   | Нафтали Беннет     | 13 июня 2021 года             | 30 июня 2022 года    | Тридцать шестое правительство |
| 7 |                               | Нафтали Беннет          |              | Ямина                             | Альтернативный премьер-министр Израиля   | Яир Лапид          | 1 июля 2022 года              | 8 ноября 2022 года   | Тридцать шестое правительство |